# 珙縣僰人懸棺
珙縣僰人懸棺位於四川省宜賓市珙縣，包括洛表镇麻塘坝悬棺、曹营镇苏麻湾悬棺。1956年8月16日公佈為四川省第一批歷史及革命文物保護單位。1980年7月7日重新公佈為四川省第一批文物保護單位。1988年1月13日列為第三批全國重點文物保護單位。